# Xeropan
A Xeropan (ejtsd: ˈzɪropæn \ zee-row-paan) egy magyar fejlesztésű, nyelvtanárok által létrehozott  idegennyelv-oktató alkalmazás.

### Történet
A Xeropant AlGharawi Attila és Mile Ferenc alapította 2013-ban. Attila angoltanárként dolgozott ekkoriban, Ferenc pedig a magándiákja volt. Az applikáció megalkotása hátterében az az ötlet állt, hogy szükség lenne egy olyan alkalmazásra, amely naprakész, újító szellemű és könnyen elérhető a nyelvtanulók számára. Az indulás óta az app több mint 1,5 millió letöltővel rendelkezik a világ 160 országából.

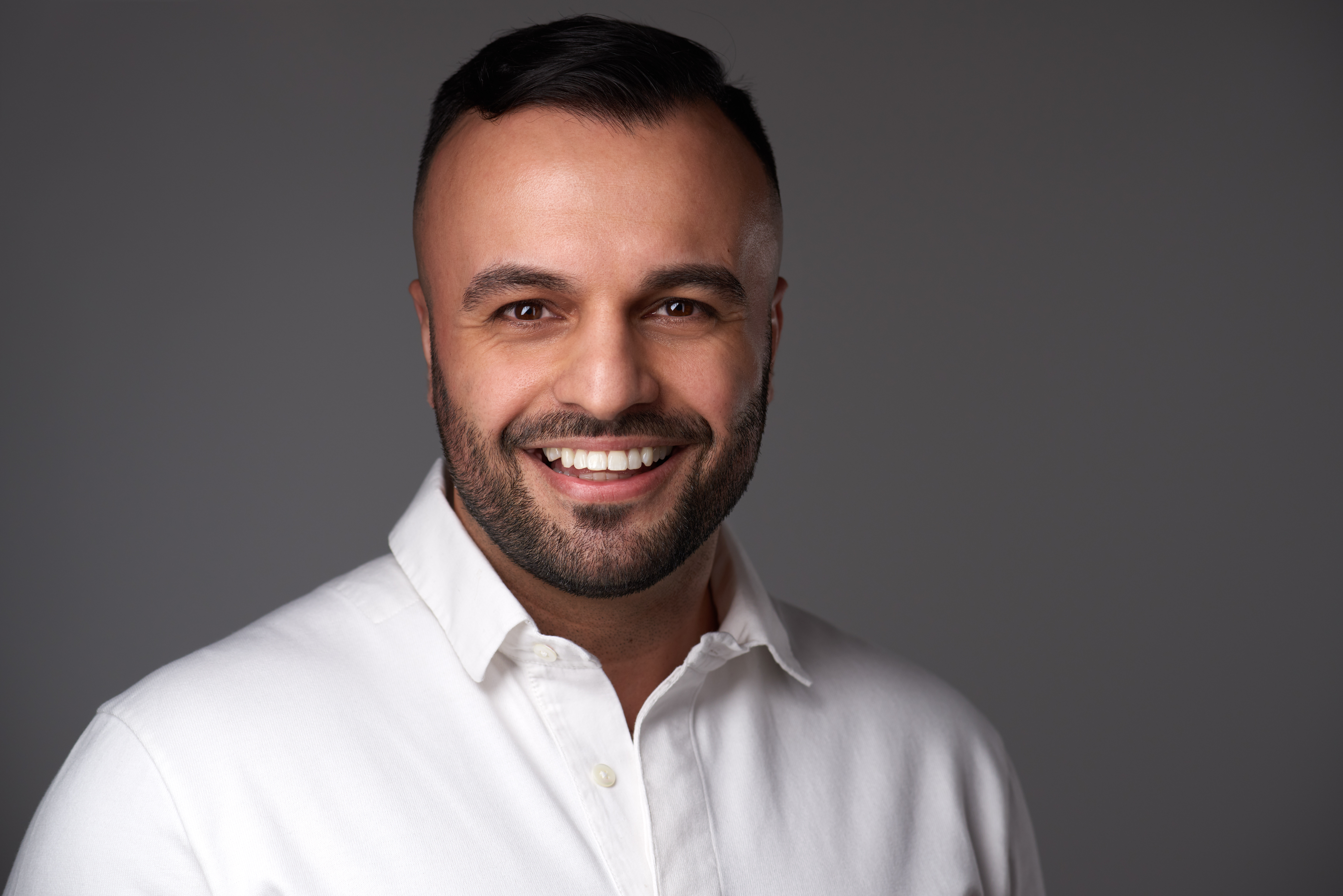
AlGharawi Attila, a Xeropan társalapítója

### Mérföldkövek
2015-ben a Xeropan első helyezést ért el Életmód kategóriában az Appra magyar! pályázaton.
2018-ban közel 800 ezer eurónyi (250 millió forint) tőkebefektetésben részesült a Hiventures Kockázati Tőkealap-kezelőtől a Xeropan.
2019-ben új arculatot kapott az alkalmazás. A Xeropan 3.0 legnagyobb újdonsága egy mesterséges intelligenciára épülő interaktív chatbot, amellyel a tanulók sokféle, anyanyelvi környezetbe helyezett szituációban gyakorolhatják a szóbeli kommunikációt.
2020-ban a neves Tech Breakthrough szervezet a Xeropannak ítélte az év Interaktív Tanulást Támogató rendszere díját.

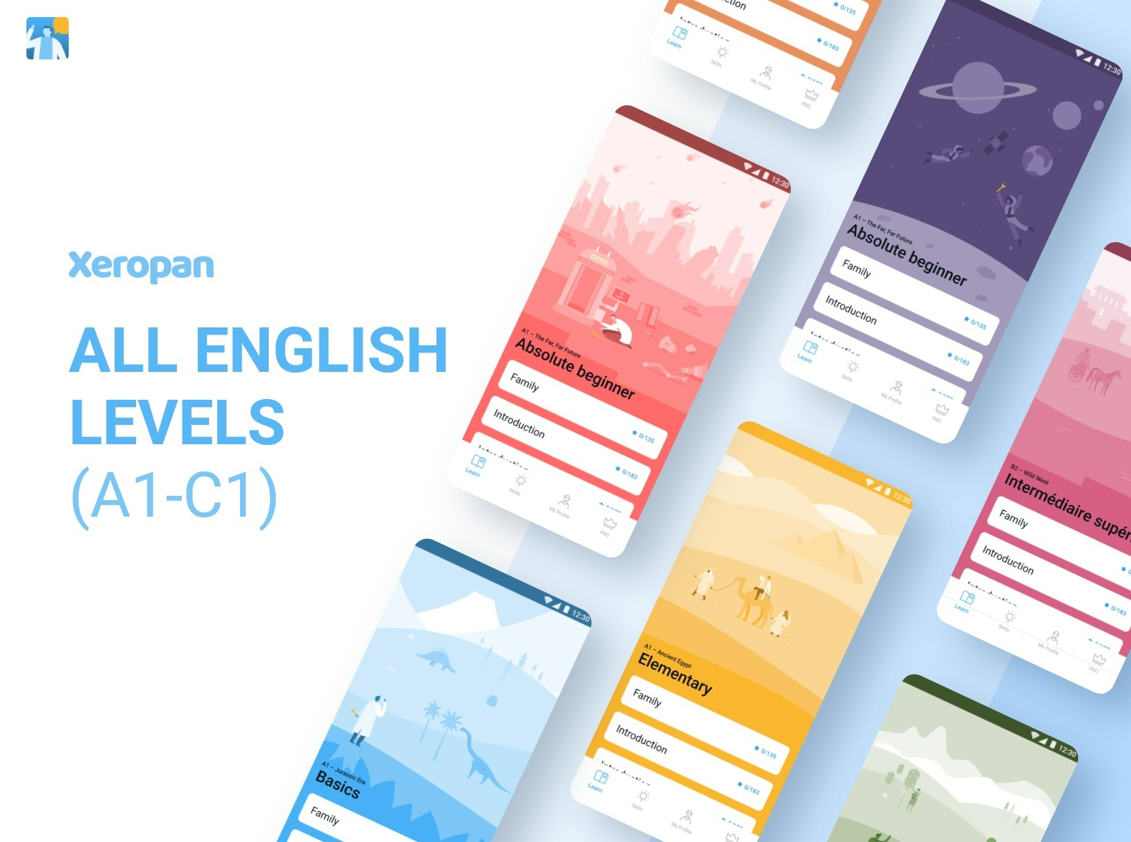
Xeropan application picture

2020 szeptemberétől elérhető a Xeropan Classroom. Az applikáció felületén a nyelvtanároknak lehetősége van tanulócsoportok, úgynevezett ‘Classroom’-ok létrehozására, amelyeken belül a Xeropan feladattárából oszthatnak ki leckéket a diákok számára. A Xeropan Classroom emellett lehetőséget nyújt a diákok erősségeinek és gyengeségeinek nyomon követésére, illetve különböző tanítást segítő tippekkel és tanácsokkal látja el a felhasználókat.
2020-ban a Xeropant választották meg a kilenc legjobb európai startup egyikének a  a Google Accelerator program keretein belül.
2021-ben az EdTech Awards díjkiosztón a Xeropan mindkét platformja döntőbe jutott a Cool Tool több alkategóriában is. A Xeropan a „Nyelvtanulási megoldás”, a Xeropan Classroom pedig a „Tanulásmenedzsment megoldás” és a „Személyre szabott tanulási megoldás” csoportokban végzett a legjobbak között.
2021-ben a Xeropannal már 17 nyelven (magyar, angol, német, spanyol, francia, olasz, koreai, japán, indonéz, hindi, portugál, arab, török, orosz, vietnámi, román és lengyel) tanulhatnak angolul a felhasználók. Az alkalmazás vezetői bejelentették, hogy 2021-ben a német, később pedig a spanyol és a francia nyelv is tanulható lesz az iOS-en és Androidon is elérhető applikációban.
A Xeropan 2021 szeptemberében 45 munkatárssal rendelkezett debreceni székhelyén.
2021 novemberében megjelent a Xeropan's German Lessons, amellyel német nyelven tanulhatnak a felhasználók A1 és B2 szint között.
2022 júliusában megjelent a Xeropan's Spanish és a Xeropan's French lessons. Így már 4 nyelven tanít az alkalmazás.

### Áttekintés
A Xeropan alkalmazás a négy készséget (szövegalkotás, szövegértés, hallás utáni szövegértés és szóbeli kommunikáció) külön részenként tanítja a felhasználók számára. A letöltőknek lehetőségük van a beépített szintfelmérő kitöltése után a saját tudásuknak megfelelő tananyagok közül válogatni és azokkal gyakorolni az általunk preferált sorrendben. Mindemellett a  leginkább figyelemre méltó funkciók a Chatbot és a Speakbot, amelyekkel a felhasználók élőbeszéd formájában gyakorolhatják a célnyelvi kommunikációt, valamint a megfelelő kiejtést kezdőtől egészen C1-es szintig.

### Funkciók

#### Xeropan botok

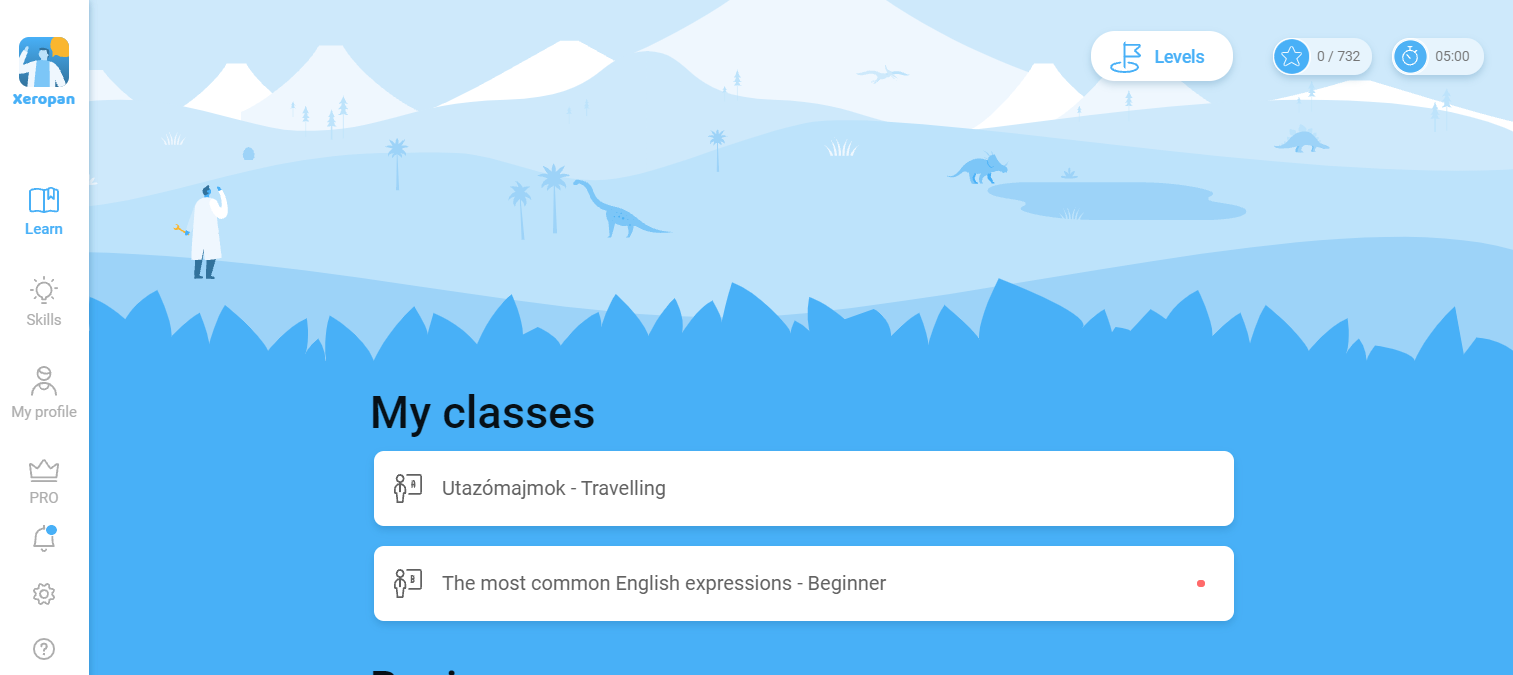
Xeropan web screenshot

Mesterséges intelligencia alapú botok segítik a szóbeli kommunikáció és a kiejtés gyakorlását. Az appon belül a felhasználóknak lehetősége nyílik olyan kommunikációs helyzetek gyakorlására, mint egy étteremben való rendelés, egy interjú vagy egy taxisofőrrel való csevej. A beszélgetés zökkenőmentes, valamint a folyamatos fejlesztéseknek köszönhetően teljesen életszerű.

#### Xeropan videós leckék
A Xeropan alkalmazás több mint 800 videó alapú, interaktív leckét tartalmaz kezdő szinttől felsőfokig. A videók valós tv műsorokat és YouTube klipeket vesznek alapul, így garantálva, hogy a mindennapi nyelvhasználat maradjon a nyelvtanulás központjában.

#### Xeropan szókészlet
Az alkalmazással több mint 8000 kifejezés tanulható meg, 24 különböző kategória keretein belül. A nyitólapon a tanulóknak lehetősége van az úgynevezett “gyenge” és “erős szavak” számontartására, illetve saját szótárt is létrehozhatnak a leckék kitöltése közben. Az alkalmazás a “gyenge szavakat” (tehát a felhasználóban még nem tartósan rögzült szavakat) folyamatos ismétléssel tanítja meg tanulóinak.
„Tankönyvi, magolós, idejét múlt tananyagok helyett filmek előzeteseit, TV show-k párbeszédeit, híranyagokat dolgozunk fel, hogy a velünk tanulók ne egy idegen bolygón érezzék magukat, ha külföldiekkel kell kommunikálniuk. A módszerünk lényege éppen az, hogy anyanyelvi környezetbe helyezzük a tanulókat, hozzászoktatjuk őket az anyanyelvi kiejtés megértéséhez és kognitív gondolkodásra is késztetjük őket, hogy az adott szituáció segítségével felfedezzék a számukra ismeretlen szófordulatok jelentését” 

#### Xeropan nyelvtani leckék
A Xeropan rendelkezik egy saját nyelvtankönyvvel, amely magyarázatok és példamondatok útján tanítja meg a felhasználókat a nyelvtani szerkezeteket a gyakorlást megelőzően.

#### Heti leckék
A felhasználók számára lehetőség nyílik a 700 előre elkészített leckét úgynevezett “heti lecke” formájában megkapni. A rendszeresség és a határidők betartatásával a belső motiváció kialakítása a cél.

#### Ranglista
A Xeropan hetente frissülő Ranglistáján a diákok nyomon követhetik fejlődésüket és versenyezhetnek a többi felhasználóval, illetve barátaikkal. A külső motiváció ezen formája pszichológiai alapokra helyezve segíti a tanulókat az előrejutásban.

#### Xeropan Classroom az iskolák számára
A Xeropan Classroom felületén a tanárok a Xeropan alkalmazás több mint 8 évnyi tananyagából válogatva állíthatják össze óráikat, illetve a felület a diákok haladásának nyomonkövetésére is alkalmat ad.